# Nopsides ceralbonus
Nopsides ceralbonus is een spinnensoort in de taxonomische indeling van de Caponiidae.
Het dier behoort tot het geslacht Nopsides. De wetenschappelijke naam van de soort werd voor het eerst geldig gepubliceerd in 1924 door Ralph Vary Chamberlin.